# Shefali Chowdhury
Shefali Chowdhury (Denbeigh, Gales, Reino Unido, 20 de junio de 1988) es una actriz británica de ascendencia bangladesí, más conocida por interpretar a Parvati Patil en las películas de Harry Potter.

## Biografía
Ha crecido en una familia musulmana y es la más joven de cinco hermanas. Sus padres emigraron a Inglaterra desde Bangladés en los años 1980.
Su primer papel en el cine fue en la película Kannathil Muthamittal con la que adquirió la fama necesaria para obtener el papel de Parvati Patil en la película Harry Potter y el cáliz de fuego. En esta película, Parvati acompaña a Harry Potter al baile organizado en Poudlard. Shefali obtuvo el papel de Parvati cuando estaba en el último año en la Waverley School de Birmingham. Repitió este papel en Harry Potter y la Orden del Fénix.

## Filmografía
| Año  | Título                                             | Rol           |
| ---- | -------------------------------------------------- | ------------- |
| 2002 | Kannathil Muthamittal                              | Refugee       |
| 2005 | Harry Potter y el cáliz de fuego                   | Parvati Patil |
| 2007 | Harry Potter y la Orden del Fénix                  | Parvati Patil |
| 2009 | Harry Potter y el misterio del príncipe            | Parvati Patil |
| 2011 | Harry Potter y las Reliquias de la Muerte: parte 1 | Parvati Patil |